# Rank 1
Rank 1 je dvojice nizozemských DJů a hudebních producentů tvořících především taneční hudbu žánru trance, kteří dříve vystupovali pod označením „Pedro a Benno“. Rank 1 byl pro oba členy (Benno De Goeij a Piet Bervoets) prvním komerčně úspěšným projektem. Pravidelně se umisťují v žebříčcích nejlepších DJů a vystupují na mnoha hudebních oslavách, např. Trance Energy. Od založení vytvořili nespočet tanečních hitů.
Jejich největším hitem byl v roce 2000 track "Airwave", který vystoupal až na 10. příčku britské hitparády. Později byl od nich také remixován s přidanými vokály a je znám jako "Breathing (Airwave 2003)".

## Diskografie

### Singly

#### Rank 1
- 1999 „Black Snow/The Citrus Juicer“
- 1999 „Airwave“
- 2001 „Such is Life“, s Penny McCleery
- 2001 „Awakening“, s Olga Zegers
- 2001 „Ambient Edition“
- 2003 „Breathe (Awakening 2003)“, s Aino Laos
- 2003 „It's up to You (Symsonic)“, s Shanokee
- 2004 „Beats at Rank-1 Dotcom“
- 2004 „Unreleased Tracks“
- 2005 „Opus 17/Top Gear“
- 2007 „Life Less Ordinary“, s Alex M.O.R.P.H
- 2007 „The World is Watching Me“, s Armin Van Buuren, Sacha Collison a Zoe Durrant
- 2009 „L.E.D There be light [Trance Energy 2009]

#### Pedro & Benno
- 1998 „Talkin' to You“
- 1998 „Scream for Love“
- 1999 "Speechless"

### Alba
- 2001 Symsonic

## Ocenění
- DJ Mag TOP 100 - 2005 - 81. místo